# Xylophanes fassli
Xylophanes fassli là một loài bướm đêm thuộc họ Sphingidae. Nó được tìm thấy ở Bolivia.
Nó giống như Xylophanes rothschildi.
Ấu trùng có thể ăn các loài Rubiaceae và Malvaceae.

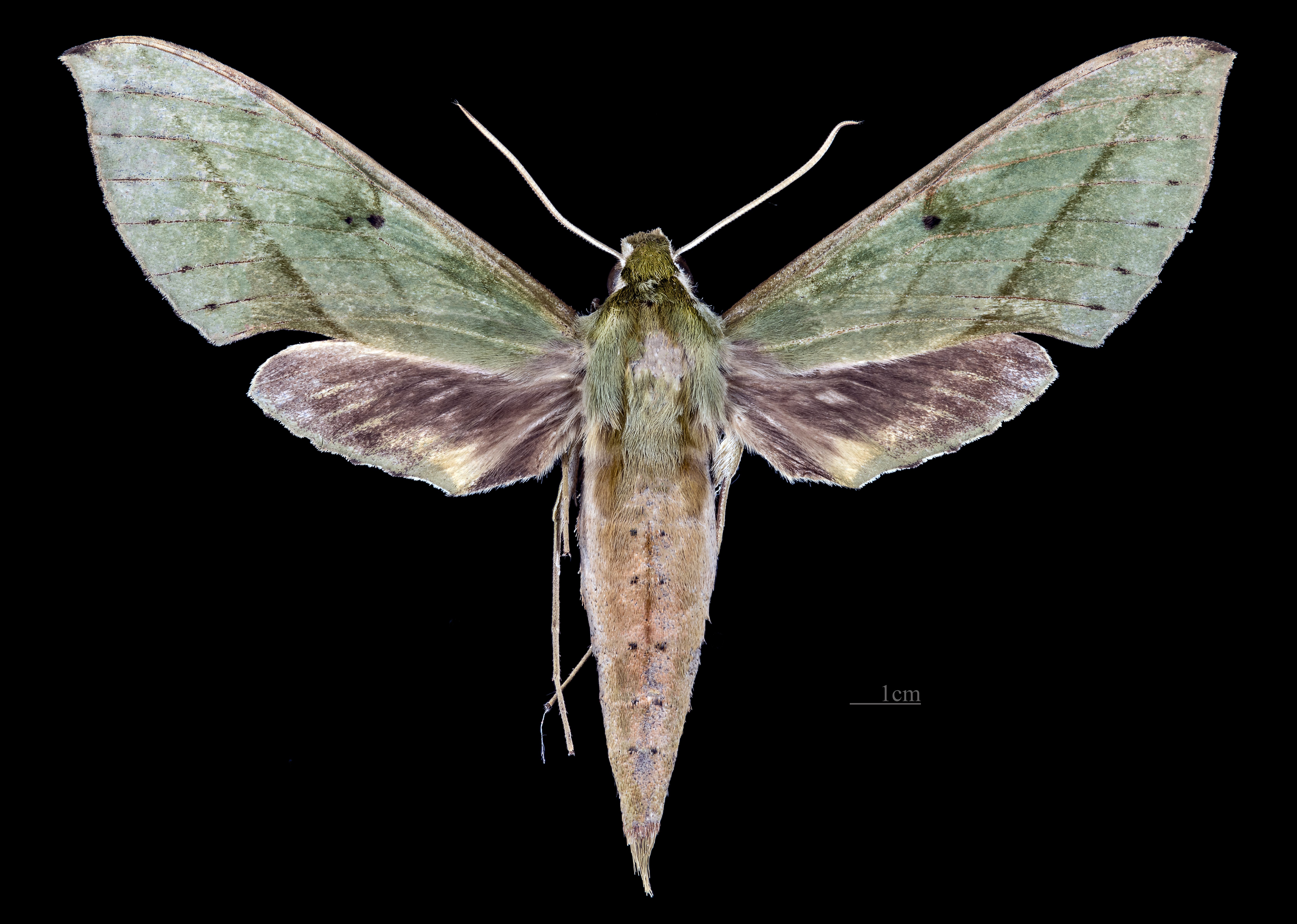
Xylophanes fassli ♀
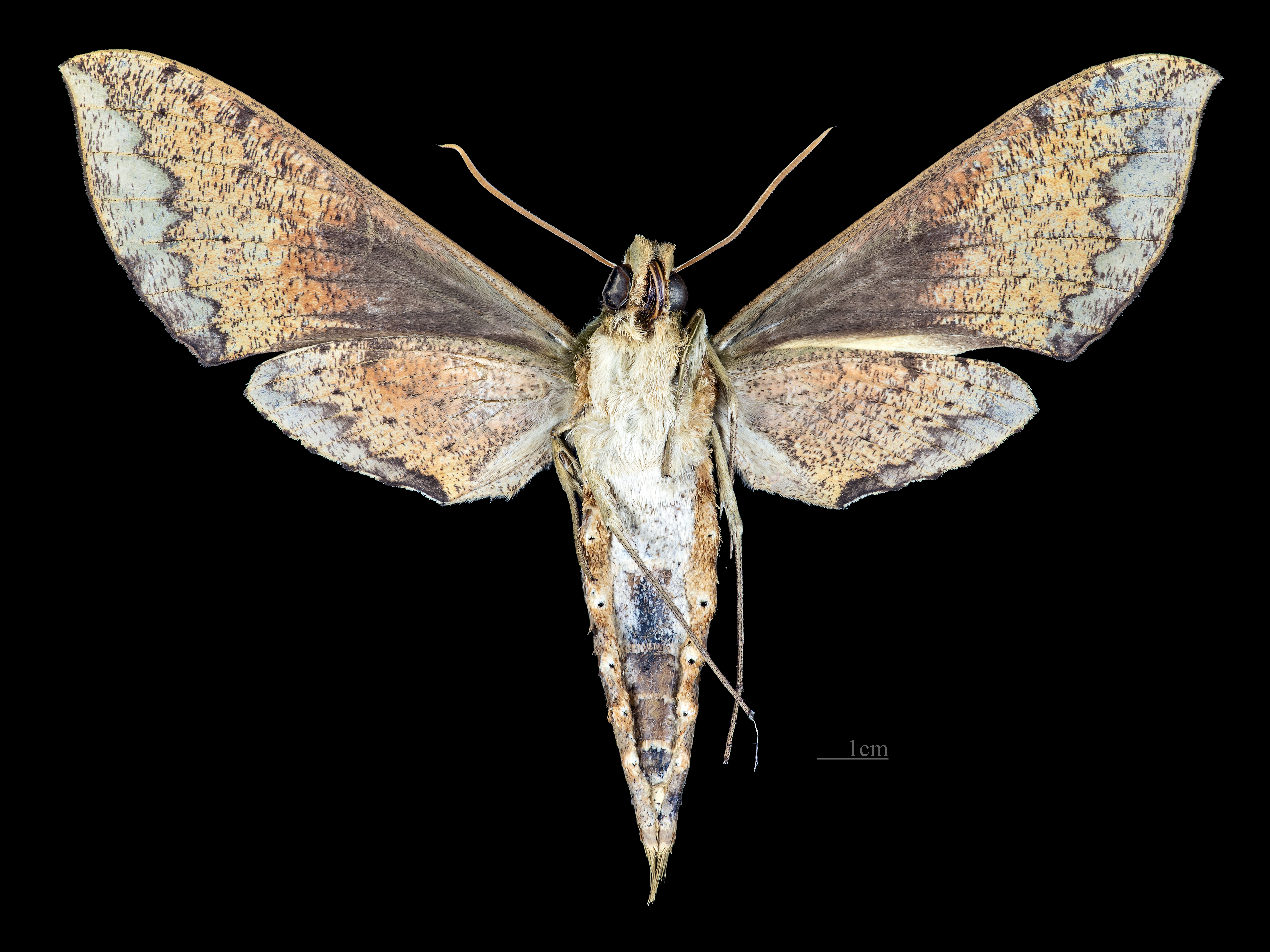
Xylophanes fassli ♀ △